# Iglesia y convento de las Capuchinas (Tudela)
La iglesia y convento de las Capuchinas de Tudela (Navarra) es una iglesia barroca y convento neoclásico de mediados del siglo XVIII, perteneciente a la Orden de las Capuchinas, situado en el Paseo que lleva su mismo nombre.
La Diócesis de Tudela tiene asignado al templo la Parroquia de la Inmaculada Concepción.

## Descripción general
La iglesia es un edificio barroco concebido como una cruz latina, con una nave de tres tramos, a los que corresponden hornacinas laterales, y crucero, cuyo tramo central presenta una bóveda de cañón con lunetos y octogonal sobre trompas en el crucero, todo sobre pilastras cajeadas.
Su fachada es rectangular, enmarcada por pilastras de orden gigante y decorada con molduras mixtilíneas y hornacina central con establamentos curvos y decoraciones de follaje; es una versión rococó del esquema derivado de la madrileña Iglesia de la Encarnación. 
Destacan en su interior esculturas de estilo rococó y el retablo mayor de estilo clasicista italianizante, del siglo XVIII.
La capilla del Pilar contiene una interesante estatuaria barroca del aragonés Carlos de Salas. 
El templo cuenta con óleos de Vicente Berdusán (Huida a Egipto (1671), una Virgen (1676) e Imposición del collar a Santa Teresa (1696), y un rico ajuar litúrgico con pintura y orfebrería de los siglos XVII y XVIII. 
El convento de las Capuchinas dio paso al estilo neoclásico en Tudela, más racional, frío y poco emotivo, y en el que arquitectónicamente se imitó el arte grecorromano.

## Historia y cronología de construcción
Fue construido en ladrillo entre 1730 y 1753, a extramuros de lo que fue el antiguo barrio de la Morería de Tudela. 
La capuchinas llegaron a la ciudad en el siglo XVI, situando su primer beatorio en la actual calle Vida del Casco Antiguo de la ciudad, hasta su traslado al actual edificio.